# Maurissa Tancharoen
Maurissa Tancharoen Whedon (Los Angeles, 28 de novembro de 1975) é uma roteirista, produtora, atriz, cantora, dançarina e compositora norte-americana de origem tailandesa. 

## Carreira
O primeiro roteiro escrito e vendido por Tancharoen foi em 2001 quando o vendeu para a Revolution Studios uma história na qual dois agentes do FBI asiáticos-americanos investigam uma gangue no South Central de Los Angeles, enquanto trabalham secretamente como funcionários de uma loja de mercearia coreana. Seus créditos de produção incluem trabalhos como assistente do produtor Mark Tinker em NYPD Blue e de William M. Finkelstein em Brooklyn South, além de ter sido co-produtora executiva da série DanceLife.
Como roteirista e editora de histórias, Tancharoen trabalhou na série de televisão Agentes de S.H.I.E.L.D., na série Spartacus: Gods of the Arena do canal Starz, Drop Dead Diva, Dollhouse e na sitcom Oliver Beene. Ela também trabalhou em Spartacus: Vengeance.
Além de escrever, Tancharoen também atuou um breve papel na série Dollhouse e co-escreveu e reproduziu as letras para a música "Remains" com Jed Whedon para o episódio de Dollhouse intitulado "Epitaph One". Ela co-escreveu a Dr. Horrible's Sing-Along Blog e apareceu em tela como a Groupie #1, bem como na faixa de áudio do DVD "Commentary! The Musical", na qual ela fala sobre a escassez de papéis não estereotipados na televisão e no cinema para atores de origem asiática. Em 2011 ela apareceu em tela como uma cantora na adaptação de Joss Whedon de Much Ado About Nothing. Dublou a personagem Zelda no segundo episódio da série The Legend of Neil, "The Musical", uma paródia baseada no jogo eletrônico The Legend of Zelda, e dançou e fez vocais de fundo no vídeo da paródia da música da série The Guild, "(Do You Wanna Date My) Avatar", que foi lançado em 17 de agosto de 2009.
Tancharoen trabalhou com Jed Whedon e Joss Whedon no filme Marvel's The Avengers, e atualmente é a showrunner e produtora executiva de Agents of S.H.I.E.L.D.

## Vida pessoal
Tancharoen é asiática-americana e disse que seu sobrenome é de origem tailandesa (ตัน เจริญ). Ela frequentou o Colégio Occidental, onde escreveu duas peças que ganharam o prêmio literário Argonaut & Moore. Seu pai, Tommy Tancharoen, é coordenador de transporte de filmes de Hollywood. Seu irmão, Kevin Tancharoen, é um diretor de cinema, cuja estréia da carreira aconteceu em 2009 com o filme Fama. Em 19 de abril de 2009, ela se casou com o roteirista Jed Whedon, irmão de Joss Whedon. Seu primeiro filho, a sua filha Bennie Sue Whedon, nasceu em 5 de março de 2015.
Na juventude, Tancharoen era integrante da banda de meninas Pretty in Pink. Entretanto, a banda terminou antes de fazer algum sucesso e pouco depois de Tancharoen ter sido diagnosticada com lúpus que exigiu quimioterapia.

## Filmografia

### Como escritora e produtora
| Televisão     | Televisão                      | Televisão                                  | Televisão                 |
| Ano           | Título                         | Papel                                      | Notas                     |
| ------------- | ------------------------------ | ------------------------------------------ | ------------------------- |
| 2003          | Oliver Beene                   | Roteirista                                 |                           |
| 2004          | Britney Spears Live from Miami | Roteirista e diretora                      | Documentário de televisão |
| 2008          | Dr. Horrible's Sing-Along Blog | Roteirista; 3 episódios                    | Websérie                  |
| 2008          | Commentary! The Musical        | Roteirista                                 | Curta-metragem musical    |
| 2009          | Drop Dead Diva                 | Roteirista; 1 episódio                     |                           |
| 2009-2010     | Dollhouse                      | Roteirista; 6 episódios                    |                           |
| 2011          | Spartacus: Gods of the Arena   | Roteirista; 1 episódio                     |                           |
| 2013-presente | Agents of S.H.I.E.L.D.         | Criadora, produtora executiva e roteirista |                           |

## Prêmios
Em 2009, Tancharoen ganhou o Streamy Award pelo Melhor Roteiro para uma Websérie de Comédia pelo Dr. Horrible's Sing-Along Blog.